# Josep Brunet Illa
Josep Brunet Illa fou un empresari i polític català del segle xix, diputat a les Corts Espanyoles durant la restauració borbònica.
Originari de Xerta, fou un dels principals accionistes del Banc de Tortosa. Militant del Partit Conservador el 1880 va substituir en el seu escó al finat Josep Maria Despujol i Dusay, escollit a les eleccions generals espanyoles de 1879. Fou un dels principals suports de Teodor Gonzàlez i Cabanne, de qui n'era un bon amic.